# Astral Weeks
'Astral Weeks' is een album van de Noord-Ierse singer-songwriter Van Morrison. 
Astral Weeks is het tweede soloalbum van Van Morrison en kwam uit in november 1968. Het werd in twee dagen met een aantal gerenommeerde jazzmusici uit New York opgenomen in de toenmalige Century Sound Studios. Het album is een ongewone mix van folk, blues en jazz. In de loop van de jaren kreeg het album meer en meer waardering en heeft een cultstatus gekregen. Astral Weeks staat in menig lijstje hoog genoteerd als beste album aller tijden. In de laatste lijst van The 500 Greatest Albums of All Time staat het op de 19de plaats.

## Tracks
1. "Astral Weeks" - 7:00
2. "Beside You" - 5:10
3. "Sweet Thing" - 4:10
4. "Cyprus Avenue" - 6:50
5. "The Way Young Lovers Do" - 3:10
6. "Madame George" - 9:25
7. "Ballerina" - 7:00
8. "Slim Slow Slider" - 3:20